# Esteban Fuertes
Esteban Oscar Fuertes (Coronel Dorrego, Buenos Aires, Argentina, 26 de diciembre de 1972) es un exfutbolista y actual entrenador argentino que se desempeñaba como delantero. Actualmente se encuentra sin club tras dirigir cinco partidos en Colón de forma interina en el 2018 tras la renuncia de Eduardo Domínguez.

## Como jugador

### Comienzos
Esteban Oscar Fuertes, nació un 26 de diciembre de 1972 en el seno de una familia humilde de Coronel Dorrego, provincia de Buenos Aires. Comenzó su carrera en el fútbol infantil del Club Sarmiento, ubicado en el Barrio Centenario de su ciudad natal. Luego, pasó al club Independiente de Coronel Dorrego, donde realizó las categorías formativas. Posteriormente, jugó en el club Sporting de Punta Alta, perteneciente a la Liga del Sur (Bahía Blanca). Quien fuera su técnico, Darío Bonjour, lo acercó al Club Atlético Independiente de Avellaneda. Allí se lo bautizó "Bichi", por su parecido físico en aquel entonces con Claudio Bichi Borghi. Luego tuvo pasos por los clubes El Porvenir y Los Andes, logrando con este último el Ascenso a la B Nacional en 1994, siendo figura del equipo.

### Colón
Previo a su llegada al club sabalero, Fuertes vistió la camiseta de Racing Club. Su primer partido para Colón fue frente a Deportivo Español el 14 de septiembre de 1997. Su primer gol con la rojinegra llegaría tres días después en el triunfo 2 a 1 ante Huracán.
En 1998 Fuertes fue fundamental para que Colón se metiera entre los ocho mejores de América en la Copa Libertadores 1998 marcando tres tantos en dicho torneo. Al finalizar el Clausura de 1999 el 20 se despidió de Colón para realizar su primera incursión en el fútbol extranjero, más precisamente en el Derby County de Inglaterra.

### Derby County
Fuertes fue transferido al Derby County de la Premier League de Inglaterra en septiembre de 1999. Sin embargo en noviembre de ese año fue obligado a retornar a la Argentina, luego de que las autoridades migratorias inglesas detectaran que poseía un pasaporte italiano falsificado. Aparentemente, la documentación apócrifa le servía para actuar en Europa como jugador comunitario y no ocupar plaza de extranjero. 

### Colón (2.ª Etapa)
Luego de su corto paso por el fútbol inglés, Fuertes vuelve a calzarse la camiseta de Colón en el Clausura 2000, torneo del cual saldría como goleador con 17 goles, marca inédita para el club santafesino.
El 12 de marzo del 2000, convertiría el primer tanto de penal a los dos minutos del primer tiempo frente al clásico rival de Colón, Unión, en el histórico 4 a 0, la mayor goleada del Clásico Santafesino en torneos AFA. En la siguiente fecha haría un triplete en el 6 a 6 versus Gimnasia La Plata, uno de los empates con mayor cantidad de goles del fútbol argentino.

### River Plate
Después de su paso por el RC Lens de Francia y por el Tenerife de España, volvería al fútbol argentino para jugar en River Plate donde se consagraría campeón con el club de Núñez en el torneo Clausura 2003.

### Colón (3.ª Etapa)
En el Apertura 2003 vuelve a jugar para el sabalero. En esta etapa diputó otro certamen internacional dirigido por el “Patón” Bauza, la Copa Sudamericana 2003. En el partido de vuelta de la primera rueda anotaría dos goles en el 4 a 1 a Vélez Sársfield, que le permitió al conjunto rojinegro pasar a la siguiente fase en la que quedaría eliminado frente al Boca Juniors de Carlos Bianchi.
En el 2007 se alejaría nuevamente de Colón para jugar en la Universidad Católica de Chile.

### Universidad Católica
En enero del 2007 fichó para Universidad Católica de Chile, influenciado por la presencia de su gran amigo José "Chemo" Del Solar, como director técnico de Católica. Su paso no fue en vano, pues al final de su primer torneo en Chile (Torneo de Apertura 2007) dejó a este equipo (junto a los chilenos Roberto Gutiérrez y Luis Núñez, y al también argentino José María Buljubasich) como subcampeón del mismo torneo, detrás del campeón Colo Colo por un punto de distancia.
Su carrera deportiva en Universidad Católica, sufrió un fuerte revés el 2 de diciembre de 2007. En un partido en los playoffs del Torneo Clausura, ante la Universidad de Concepción, sufrió una grave lesión de rotura del Ligamento cruzado anterior de la rodilla. Esto lo obligaría a retirarse de las canchas por lo menos seis meses para su recuperación.

### Colón (4.ª Etapa)
A pesar de la lesión sufrida en Chile, el club santafesino lo repatrio nuevamente. Luego de recuperarse convierte 11 goles en el Torneo Apertura 2008 y el 11 de mayo de 2009 se hace merecedor de un llamado para integrar la Selección Argentina Local dirigida por Diego Maradona.
En el Torneo Clausura 2009 (Argentina) finalmente marcó su gol 100 con la camiseta de Colón por la fecha 16 en el partido contra Tigre, en la derrota de su equipo por 2-1. El viernes 12 de junio de 2009 le marcó un gol de tiro libre a Gimnasia La Plata que lo dejó a un gol de ser el máximo goleador de la Provincia de Santa Fe con 103 tantos.
El viernes 4 de septiembre de 2009 marca 3 goles frente a Tigre, en la goleada de su equipo por 5 a 1, logrando convertirse en el máximo goleador de la Provincia de Santa Fe con 107 tantos, superando a Víctor Ramos, quien cuenta con 104 goles vistiendo la camiseta de Newell's Old Boys. Se retiró con una marca de 144 goles marcados con la camiseta de Colón. También es el jugador que ha jugado más partidos en la institución sabalera, superando a Rubén Araoz al batir el récord de 284 partidos del mismo en la fecha 15 del Apertura 2011 frente al Atlético Rafaela, partido en el cual convirtió un gol.
El 18 de junio de 2012 se retiró de Colón, por lo que jugó su partido de despedida frente a Godoy Cruz, convirtiendo los dos goles para la victoria de Colón en su último partido en el Estadio Brigadier General Estanislao López.

Es muy especial todo esto, lo disfruto con la familia y la gente. Estoy muy feliz de haber sido parte de la historia de este club, pasé los mejores años de mi vida en Colón. Muchas gracias a todos.

Mi corazón está en esta cancha con ustedes. Estoy con mi mujer, mis hijos, mi vieja y mi viejo que me estará viendo desde algún lado. Mi lugar en el mundo es en Santa Fe y este es el club al que amo.

Palabras de Esteban Fuertes en el último minuto, abrazado con sus tres hijos, tras ser reemplazado por Lucas Alario.
El 24 de junio de ese año en ocasión de la última fecha se calzo la camiseta sangre y luto por última vez en la victoria por 3 goles a 0 contra Banfield, obligando al club del Sur de Buenos Aires a descender a la Primera B Nacional. Triunfo muy festejado por los colonistas ya que según palabras del propio goleador, «Es un partido ante un equipo con el que tenemos una revancha pendiente por un partido que aunque yo no jugué ahora quiero ganarles», cerró Fuertes, prometiendo vengar la final que perdió Colón ante el taladro en el Campeonato Nacional B 1992-93.
El 21 de diciembre de 2012 se disputó un partido amistoso en modo de despedida en el estadio de Colón ante una multitud que lo acompañó con jugadores y deportistas reconocidos. Los “Amigos del Bichi” se enfrentaron al “Colón del Bichi” y empataron 3 a 3. El eterno goleador hizo tres tantos (jugó para los dos equipos) y su hijo anotó un tanto de tiro penal.
En el primero de los conjuntos jugaron Adrián González, Marcelo Goux, Diego Pozo, Facundo Bertoglio, Iván Moreno y Fabianesi, Sebastián Prediger, Eros Pérez, Horacio Carbonari y Rubén Ramírez.
Por su parte, el “Colón del Bichi” tuvo entre sus filas a Luis Medero, Hugo Ibarra, Claudio Marini, Rodolfo Aquino, Marcelo Saralegui, Cristian Castillo, Víctor Muller, Leonardo Díaz, Pedro Uliambre, José Pablo Burtovoy, Nelson Agoglia, Raúl Gordillo, Julio César Toresani, Adrián Marini y Hernán Suárez.
Además estuvieron presentes Rolando Schiavi, Martín Palermo, Iván Zamorano, Andrés D'Alessandro, Pablo Erbín, Hugo Morales, José del Solar, Héctor González, Oscar Ruggeri, Marcelo Delgado, Rodolfo Montenegro y José Luis Calderón.
En 2010 fue procesado por la justicia por una causa de evasión impositiva impulsada por la AFIP por un millón de pesos de ese momento, por operaciones de triangulación con el pase de jugadores de Colón. También fue acusado de realizar negocios inmobiliarios espurios con el entonces presidente del club, Germán Lerche.
La adoración del club santafesino por 'el Bichi' es tal que el 18 de junio de 2008, se fundó una filial del mismo con su nombre, "Filial Franck Esteban 'Bichi' Fuertes" en la localidad de Franck.

### Sport Boys y su primer regresó al fútbol
El 24 de junio de 2013 el presidente del Club Sport Boys equipo recién ascendido a la Primera División de Bolivia daba a conocer que se había cerrado el fichaje del goleador Esteban Fuertes y que el delantero volverá al fútbol profesional tras retirarse del fútbol argentino en junio de 2012.
Fuertes hizo su debut en su nuevo club el torneo de verano denominado Copa Cine Center frente a Guabirá en el clásico del norte cruceño.
Hizo su debut oficial en la primera fecha de la Primera División de Bolivia el día 4 de agosto frente al Club Bolívar marcando el único gol del partido y de su equipo dándole la victoria y jugando un gran partido.

### Escuela Deportiva Junín y su segundo regreso al fútbol
El 3 de febrero de 2017 fue presentado en Escuela Deportiva Junín, de la ciudad de Junín (Mendoza), equipo que en ese momento disputaba el Torneo Federal C. El jugador vuelve a jugar a sus 44 años, además de colaborar con el club y dar charlas a los chicos de inferiores.
El 13 de febrero, por la segunda fecha del torneo, Fuertes realiza su debut, en el empate entre su equipo y Social Tungato por 2 a 2, marcando de cabeza a los 15 minutos del complemento su primer gol en la institución.

## Selección nacional
En el año 2009, fue convocado por el entrenador Diego Maradona para disputar una serie de amistosos con un combinado del fútbol local. Debutó en 20 de mayo de 2009 frente a la Selección de Panamá en lo que sería victoria 3-1, ingresando por José Sand.

## Como entrenador
En 2017, el Bichi se transformó en el nuevo entrenador de Huracán Las Heras.
En enero de 2018 se anuncia su fichaje como entrenador por el Club Deportivo Arturo Fernández Vial de la Segunda División Profesional de Chile. Sin embargo, tras no poder validar su título de entrenador ante el Instituto Nacional del Fútbol, requisito exigido por la ANFP para que un técnico extranjero pueda ejercer en Chile, dejó el cargo en abril del mismo año.
El 12 de noviembre de 2018 Esteban Fuertes fue declarado entrenador interino durante cinco partido del Club Atlético Colón tras la renuncia de Eduardo Domínguez. Dos de ellos por Copa Santa Fe y tres por la Superliga 2018-19. De los cuales no obtuvo ninguna victoria ya que empató dos y perdió tres.

## Estadísticas

### Como jugador
| Club                         | Temporada | Liga  | Liga  | Liga   | Copas nacionales(1) | Copas nacionales(1) | Copas nacionales(1) | Torneos internacionales(2) | Torneos internacionales(2) | Torneos internacionales(2) | Total | Total | Total  |
| Club                         | Temporada | Part. | Goles | Asist. | Part.               | Goles               | Asist.              | Part.                      | Goles                      | Asist.                     | Part. | Goles | Asist. |
| ---------------------------- | --------- | ----- | ----- | ------ | ------------------- | ------------------- | ------------------- | -------------------------- | -------------------------- | -------------------------- | ----- | ----- | ------ |
| Independiente Argentina      | 1991-92   | 1     | 0     | 0      | —                   | —                   | —                   | —                          | —                          | —                          | 1     | 0     | 0      |
| Independiente Argentina      | Total     | 1     | 0     | 0      | 0                   | 0                   | 0                   | 0                          | 0                          | 0                          | 1     | 0     | 0      |
| El Porvenir Argentina        | 1992-93   | 26    | 17    | 0      | —                   | —                   | —                   | —                          | —                          | —                          | 26    | 17    | 0      |
| El Porvenir Argentina        | Total     | 26    | 17    | 0      | 0                   | 0                   | 0                   | 0                          | 0                          | 0                          | 26    | 17    | 0      |
| Los Andes Argentina          | 1993-94   | 32    | 17    | 1      | —                   | —                   | —                   | —                          | —                          | —                          | 32    | 17    | 1      |
| Los Andes Argentina          | 1994-95   | 36    | 14    | 0      | —                   | —                   | —                   | —                          | —                          | —                          | 36    | 14    | 0      |
| Los Andes Argentina          | Total     | 68    | 31    | 1      | -                   | -                   | -                   | -                          | -                          | -                          | 68    | 31    | 1      |
| Platense Argentina           | 1995-96   | 29    | 9     | 0      | —                   | —                   | —                   | —                          | —                          | —                          | 29    | 9     | 0      |
| Platense Argentina           | Total     | 29    | 9     | 0      | 0                   | 0                   | 0                   | 0                          | 0                          | 0                          | 29    | 9     | 0      |
| Racing Argentina             | 1996-97   | 32    | 8     | 0      | —                   | —                   | —                   | 10                         | 1                          | 0                          | 42    | 9     | 0      |
| Racing Argentina             | 1997-98   | 1     | 0     | 0      | —                   | —                   | —                   | —                          | —                          | —                          | 1     | 0     | 0      |
| Racing Argentina             | Total     | 33    | 8     | 0      | 0                   | 0                   | 0                   | 10                         | 1                          | 0                          | 43    | 9     | 0      |
| Colón Argentina              | 1997-98   | 26    | 6     | 5      | —                   | —                   | —                   | 10                         | 3                          | 0                          | 36    | 9     | 5      |
| Colón Argentina              | 1998-99   | 36    | 17    | 5      | —                   | —                   | —                   | —                          | —                          | —                          | 36    | 17    | 5      |
| Derby County Inglaterra      | 1999-00   | 8     | 1     | 0      | —                   | —                   | —                   | —                          | —                          | —                          | 8     | 1     | 0      |
| Derby County Inglaterra      | Total     | 8     | 1     | 0      | 0                   | 0                   | 0                   | 0                          | 0                          | 0                          | 8     | 1     | 0      |
| Colón Argentina              | 1999-00   | 18    | 17    | 1      | —                   | —                   | —                   | —                          | —                          | —                          | 18    | 17    | 1      |
| R. C. Lens Francia           | 2000-01   | 26    | 7     | 0      | —                   | —                   | —                   | —                          | —                          | —                          | 26    | 7     | 0      |
| R. C. Lens Francia           | Total     | 26    | 7     | 0      | 0                   | 0                   | 0                   | 0                          | 0                          | 0                          | 26    | 7     | 0      |
| Tenerife · España            | 2001-02   | 26    | 5     | 0      | —                   | —                   | —                   | —                          | —                          | —                          | 26    | 5     | 0      |
| Tenerife · España            | Total     | 26    | 5     | 0      | 0                   | 0                   | 0                   | 0                          | 0                          | 0                          | 26    | 5     | 0      |
| River Plate Argentina        | 2002-03   | 34    | 12    | 0      | —                   | —                   | —                   | 11                         | 4                          | 0                          | 45    | 16    | 0      |
| River Plate Argentina        | Total     | 34    | 12    | 0      | 0                   | 0                   | 0                   | 11                         | 4                          | 0                          | 45    | 16    | 0      |
| Colón Argentina              | 2003-04   | 27    | 14    | 3      | —                   | —                   | —                   | 4                          | 2                          | 2                          | 31    | 16    | 5      |
| Colón Argentina              | 2004-05   | 23    | 12    | 4      | —                   | —                   | —                   | —                          | —                          | —                          | 23    | 12    | 4      |
| Colón Argentina              | 2005-06   | 21    | 8     | 5      | —                   | —                   | —                   | —                          | —                          | —                          | 21    | 8     | 5      |
| Colón Argentina              | 2006-07   | 10    | 1     | 1      | —                   | —                   | —                   | —                          | —                          | —                          | 10    | 1     | 1      |
| Universidad Católica · Chile | 2007      | 35    | 21    | 2      | —                   | —                   | —                   | —                          | —                          | —                          | 35    | 21    | 2      |
| Universidad Católica · Chile | Total     | 35    | 21    | 2      | 0                   | 0                   | 0                   | 0                          | 0                          | 0                          | 35    | 21    | 2      |
| Colón Argentina              | 2008-09   | 34    | 23    | 4      | —                   | —                   | —                   | —                          | —                          | —                          | 34    | 23    | 4      |
| Colón Argentina              | 2009-10   | 26    | 12    | 4      | —                   | —                   | —                   | 2                          | 2                          | 1                          | 28    | 14    | 5      |
| Colón Argentina              | 2010-11   | 32    | 14    | 2      | —                   | —                   | —                   | —                          | —                          | —                          | 32    | 14    | 2      |
| Colón Argentina              | 2011-12   | 32    | 12    | 2      | —                   | —                   | —                   | —                          | —                          | —                          | 32    | 12    | 2      |
| Colón Argentina              | Total     | 285   | 136   | 36     | 0                   | 0                   | 0                   | 16                         | 7                          | 3                          | 302   | 143   | 39     |
| Sport Boys · Bolivia         | 2013      | 11    | 3     | 1      | —                   | —                   | —                   | —                          | —                          | —                          | 11    | 3     | 1      |
| Sport Boys · Bolivia         | Total     | 11    | 3     | 1      | 0                   | 0                   | 0                   | 0                          | 0                          | 0                          | 11    | 3     | 1      |
| Junín (Mendoza) Argentina    | 2017      | 5     | 7     | 0      | —                   | —                   | —                   | —                          | —                          | —                          | 5     | 7     | 0      |
| Junín (Mendoza) Argentina    | Total     | 5     | 7     | 0      | 0                   | 0                   | 0                   | 0                          | 0                          | 0                          | 5     | 7     | 0      |
| Total                        | Total     | 559   | 254   | 40     | 0                   | 0                   | 0                   | 37                         | 12                         | 3                          | 596   | 266   | 43     |

### Como entrenador
| Huracán (LH) Argentina | 3º       | 2017-18  | 7  | 0 | 5 | 2 | - | - | - | - | 7  | 0 | 5 | 2 | 23.81% | 3 | 6  | -3  | 5 |
| Huracán (LH) Argentina | Subtotal | Subtotal | 7  | 0 | 5 | 2 | - | - | - | - | 7  | 0 | 5 | 2 | 23.81% | 3 | 6  | -3  | 5 |
| Fernández Vial · Chile | 2º       | 2018     | 2  | 0 | 1 | 1 | - | - | - | - | 2  | 0 | 1 | 1 | 16.67% | 2 | 3  | -1  | 1 |
| Fernández Vial · Chile | Subtotal | Subtotal | 2  | 0 | 1 | 1 | - | - | - | - | 2  | 0 | 1 | 1 | 16.67% | 2 | 3  | -1  | 1 |
| Colón Argentina        | 1.ª      | 2018-19  | 3  | 0 | 2 | 1 | 2 | 0 | 0 | 2 | 5  | 0 | 2 | 3 | 13.33% | 3 | 10 | -7  | 2 |
| Colón Argentina        | Subtotal | Subtotal | 3  | 0 | 2 | 1 | 2 | 0 | 0 | 2 | 5  | 0 | 2 | 3 | 13.33% | 3 | 10 | -7  | 2 |
| Total                  | Total    | Total    | 12 | 0 | 8 | 4 | 2 | 0 | 0 | 2 | 14 | 0 | 8 | 6 | 19.05% | 8 | 19 | -11 | 8 |

#### Resumen por competencias
| Torneo           | Estadísticas | Estadísticas | Estadísticas | Estadísticas | Estadísticas | Estadísticas | Estadísticas |
| Torneo           | PJ           | G            | E            | P            | GF           | GC           | DG           |
| ---------------- | ------------ | ------------ | ------------ | ------------ | ------------ | ------------ | ------------ |
| Primera División | 3            | 0            | 2            | 1            | 1            | 4            | -3           |
| Torneo Federal A | 7            | 0            | 5            | 2            | 3            | 6            | -3           |
| Copa Santa Fe    | 2            | 0            | 0            | 2            | 2            | 6            | -4           |

## Palmarés

### Como jugador

#### Campeonatos nacionales
| Título           | Club        | País      | Año    |
| ---------------- | ----------- | --------- | ------ |
| Primera División | River Plate | Argentina | 2003-C |

#### Distinciones individuales
| Distinción                                         | Año        |
| -------------------------------------------------- | ---------- |
| Máximo goleador de Primera División (17 goles)     | C-2000     |
| Parte del Equipo Ideal de la Revista El Gráfico    | 2007       |
| Máximo goleador del Club Atlético Colón            | Desde 2009 |
| Máximo goleador de la Provincia de Santa Fe        | Desde 2009 |
| Jugador con más presencias del Club Atlético Colón | Desde 2011 |

## Nota
1. ↑  Incluye Copa Santa Fe.